# Drake Dunsmore
Drake C. Dunsmore (Lenexa, 4 novembre 1988) è un giocatore di football americano statunitense che gioca nel ruolo di tight end per i Tampa Bay Buccaneers della National Football League. Fu scelto nel corso del settimo giro (233º assoluto) del Draft NFL 2012. Al college ha giocato a football alla Northwestern University, dove detiene il record di touchdown ricevuti in una gara e di ricezioni per un tight end in carriera. È il figlio di Pat Dunsmore, giocatore dei Chicago Bears dal 1983 al 1985.

## Carriera professionistica

### Tampa Bay Buccaneers
Dunsmore fu scelto dai Tampa Bay Buccaneers nel corso del settimo giro del Draft 2012 come 233º assoluto. Il 7 maggio 2012, i Buccaneers annunciarono che Dunsmore aveva firmato un contratto quadriennale del valore di 2,15 milioni di dollari. La sua stagione da rookie la passò tutta nella squadra di allenamento, senza mai scendere in campo.

## Vittorie e premi
Nessuno